# اس. ای. اگالس
اس. ای. اگالس (به انگلیسی: S. A. Agulhas) یک کشتی است که طول آن ۱۱۱٫۹۵ متر (۳۶۷٫۳ فوت) می‌باشد. این کشتی در سال ۱۹۷۷ ساخته شد.